# Irina Borissowna Iwschina

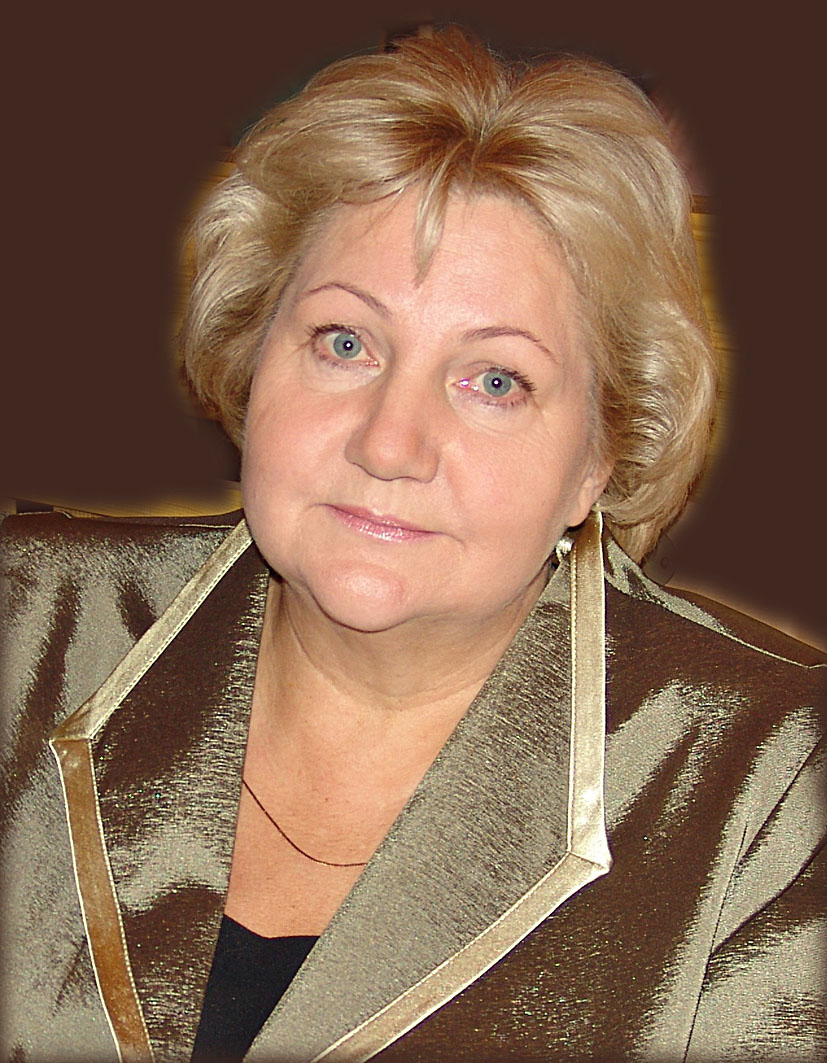
Irina Borissowna Iwschina

Irina Borissowna Iwschina (russisch Ирина Борисовна Ившина; * 12. Juni 1950 in Molotow) ist eine sowjetische bzw. russische Bakteriologin und Hochschullehrerin.

## Leben
Das Studium an der Maxim-Gorki-Universität Perm (PGU) in der Biologie-Fakultät schloss Iwschina 1972 mit Auszeichnung ab. Darauf war sie wissenschaftliche Mitarbeiterin im Naturwissenschaft-Institut der PGU.
Ab 1975 war Iwschina wissenschaftliche Mitarbeiterin des Instituts für Ökologie und Genetik der Mikroorganismen (IEGM) der Ural-Abteilung (UrO) der Akademie der Wissenschaften der UdSSR (AN-SSSR, seit 1991 Russische Akademie der Wissenschaften (RAN)) in Perm. Ihre Dissertation über die Biologie der Propan und Butan abbauenden Bakterien der Gattung Rhodococcus verteidigte sie 1982 im Kiewer Sabolotny-Institut für Mikrobiologie und Virologie mit Erfolg für die Promotion zur Kandidatin der biologischen Wissenschaften. Ab 1988 leitete sie das Laboratorium für alkanotrophe Mikroorganismen des IEGM. Sie verteidigte 1997 an der Staatlichen Medizin-Akademie Tscheljabinsk ihre Doktor-Dissertation über Rhodococcus-Bakterien im Hinblick auf Immunodiagnostik, Detektion und Biodiversität mit Erfolg für die Promotion zur Doktorin der biologischen Wissenschaften.
Ab 1996 lehrte Iwschina als Dozentin und ab 1998 als Professorin am Lehrstuhl für Mikrobiologie und Immunologie der PGU. Sie wurde 2016 zum Vollmitglied der RAN gewählt, nachdem sie 2003 zum Korrespondierenden Mitglied gewählt worden war.

## Ehrungen, Preise
- Medaille des Verdienstordens für das Vaterland II. Klasse (1999)
- Preis der Regierung der Russischen Föderation im Bereich Wissenschaft und Technik (2008)
- Permer Stroganow-Preis für hervorragende Leistungen für Wissenschaft und Technik (2014)